# Сирецький концентраційний табір
Сире́цький концта́бір (у німецьких джерелах — «Київ-Захід», нім. «Kiev-West») — концентраційний табір, створений німецькою окупаційною владою в період Другої світової війни у червні 1942 року на північному заході Києва у районі Сирця. Був призначений для ув'язнених за рішенням гестапо. Підпорядковувався інспекції концтаборів Третього Рейху. За німецькими джерелами, з липня 1942 року до весни 1943 року табір функціонував як зовнішня команда (відділення) концтабору Заксенгаузен. Кількість жертв у таборі — понад 30 тис.

## Розташування
Табір був влаштований у північно-західній частині тодішнього Києва в історичній місцевості Сирець у межах кварталів сучасних вулиць Теліги, Ризької, Грекова, Щусєва. Розташовувався на місці території, яку використовували для літніх таборів Київського військового округу.

## Опис
Територія табору була оточена трьома рядами колючого дроту приблизно за метр один від одного. До другого ряду було підведено електричний струм високої напруги. Табір складався з двох майже прямокутних у плані ділянок. На одній з них (у межах сучасних вулиць Ризької та Щусєва) стояли бараки, на другій (територія сучасного Сирецького парку) було 16 землянок, в яких утримували ув'язнених. Кожна із землянок мала свій номер і призначення: № 2 — для євреїв, № 4 — для кримінальних, № 5 і 6 — для партизанів і комуністів, окремі — для військовополонених; № 16 — так звана санчастина, до якої потрапляли хворі та закатовані. В'язнів виводили на примусові роботи, розвантажування душогубок у Бабиному Яру, частина працювала у майстерні на території табору. Як правило, двічі на тиждень у таборі відбувалися масові страти. В'язнів катували за будь-яку провину, призначали від 25 до 200—300 паличних ударів, що відповідало смертному вироку. Страчених складали по кілька трупів (іноді до десяти й більше) в ями, викопані в'язнями на території табору, а також у Бабиному Яру і протитанковому рові (розташування — квартал вулиць Теліги та Грекова).

## Втечі
У німецькій документації зафіксовано кілька втеч з табору. З серпня 1943 року втекли 9 військовополонених та 2 охоронці табору.
18 серпня есесівці відібрали у таборі 100 людей (пізніше їхня кількість була збільшена до 330) для спалювання трупів у Бабиному Яру. 29 вересня цим в'язням вдалося збити кайдани і втекти. Більшість із них схопили та розстріляли. Живими залишилося 15 людей (з них троє були свідками на Нюрнберзькому процесі).

## Ліквідація табору та вшанування жертв

Трупи, вириті на території Сирецького концтабору. 1943 рік

За даними Надзвичайної державної комісії зі встановлення та розслідування злочинів німецько-фашистських загарбників, яка працювала у Києві після його визволення від німців, у таборі утримувалося в грудні 1942 року до 2 тис. в'язнів, у 1943 році — близько 1,5 тис. осіб (у тому числі жінки).
З липня 1943 року у таборі проводилося масове знищення в'язнів, частину з них було переміщено в інші концтабори. Надзвичайна державна комісія визначила кількість загиблих у таборі — 25 тис. осіб. Згодом це число уточнили — понад 30 тис. 1944 року проведено виявлення, ексгумацію і перепоховання останків. 
В концтаборі утримували німецьких військовополонених, про що нагадує німецьке військове кладовище наприкінці Ризької вул.
Після закінчення війни територію перепланували, більшу частину забудували.
Надзвичайна державна комісія визначила основних винуватців злочинів німецьких окупантів у Києві, в тому числі у Сирецькому концтаборі. Серед них — начальник гестапо Ерлінґер, його заступники Губерт і Евелінґ, співробітники гестапо — начальник Сирецького табору Радомський (нім. Paul Otto Radomski) та його помічник Рідер, лікар Шумахер, начальник охоронної поліції й жандармерії Київської та Полтавської областей Шеєр та інші. Шеєр у травні 1945 року потрапив у полон і за вироком Київського військового трибуналу був повішений 29 січня 1946 року на тодішній площі Калініна.
На вшанування пам'яті загиблих у Сирецькому концтаборі на Сирці встановлено пам'ятники.
1. 1991 року на перехресті вулиць Ризької та Парково-Сирецької (неподалік місця, де розташовувався табір) відкрито пам'ятний знак в'язням Сирецького концтабору.
2. 1999 року на місці розстрілу в'язнів на вулиці Грекова відкрито пам'ятник розстріляним учасникам Матчу смерті та мирним жителям у 1943 році — в'язням концтабору.

1
2